# Crăsnășeni
Crăsnășeni è un comune della Moldavia situato nel distretto di Telenești di 1.298 abitanti al censimento del 2004.